# Hård rock
 Der er for få eller ingen kildehenvisninger i denne artikel, hvilket er et problem. Du kan hjælpe ved at angive troværdige kilder til de påstande, som fremføres i artiklen.

Hård rock er en form for rock, som oprindelig blev beskrevet som en subgenre indenfor rockmusik, da den begyndte at udvikle sig i midten af 1960'erne. Genren blev især populær fra begyndelsen af 1970'erne med bands som the Who, Boston, Led Zeppelin, Deep Purple, Aerosmith, Kiss, Queen, AC/DC og Van Halen. I løbet af 1980'erne udvikledes flere grene, fx glam metal bands som Bon Jovi og Def Leppard med en poprock sound og mere rå   sounds, fx Guns N' Roses. Fælles for de bands, der knyttes til genren er brugen af hård, forvrænget elektrisk guitar, bas og trommer, undertiden også ledsaget af keyboards. Hård rock (metal rock) bruges også som en paraplybetegnelse for genrer som punk, grunge, industrial og heavy metal for samlet at adskille disse genrer fra den bløde pop- og rockmusik.

## Definitioner
Hård rock kan karakteriseres ved lyden, som er høj og aggressiv og ofte med brug af forvrænger. Den elektriske guitar dominerer ofte lydbilledet med en række effekter og hyppigt også karakteristiske riffs og lange soli. <Bas og trommer fokuserer på aggressive rytmer med backbeat. hvor basguitaren arbejder sammen med trommerne, lejlighedsvis ved brug af riffs, men hyppigst som backing for guitarerne. Vokalen er ofte klagende eller skrigende, sommetider i høj skala eller endog falset.

## Udvikling
Selv om The Kinks' You really got me ofte nævnes som en forgænger for heavy metal, blev begreberne indtil ca. 1970 brugt i flæng, hvorefter heavy metal skilte sig ud som definition på en selvstændig genre. 
 Mens hard rock fortsat indeholdt sin bluesbaserede rock and roll identitet, antog heavy metal en mørkere tone, som især stod i front for riffs uden det "swing"-præg, som i øvrigt kendetegnede den hårde rock.  I  1980erne udviklede heavy metal en række undergenrer, som yderligere afgrænsede de to stilarter. På trods af dette har hard rock og heavy metal udviklet sig side om side, og der har været bred diskussion om, hvorvidt bands spiller hård rock eller de spiller heavy metal. Heavy metal er generelt karakteriseret ved kraftigere distortion-lyd og mere gennemgående (simple) rytmer end den hårde rock.
Mange pionerer indenfor heavy metal, f.eks. Deep Purple og Black Sabbath vil dog ofte blive betragtet både som musikere, der spiller hård rock, og som musikere, der spiller heavy metal. Bands som AC/DC og Van Halen vil som regel kun betragtes som hård rock, især på grund af musikkens lidt langsommere tempo og den mindre udprægede brug af distortion-guitar. Et band som Iron Maiden vil som regel kun betegnes som heavy metal, især på grund af det højere tempo og de mere morbide temaer i musikken.
Et ofte anvendt kriterium til at adskille hård rock fra heavy metal er baseret på teksterne: Heavy metal handler aldrig om romantisk kærlighed, hvor hård rock af og til inkluderer ballader med romantiske afstikkere: Fx Nazareths Love Hurts og Scorpions´ Still Loving You.